# Біла стрічка (фільм)
 «Біла стрічка» (нім. Das weiße Band — Eine deutsche Kindergeschichte) — копродукційний чорно-білий драматичний фільм-притча 2009 року поставлений режисером Міхаелем Ганеке. Фільм здобув Золоту пальмову гілку 62-го Каннського кінофестивалю 2009 року, «Золотий глобус» за найкращий фільм іноземною мовою та низку інших престижних фестивальних та професійних нагород і номінацій .

## Сюжет
Німеччина, 1913 рік. У цілком благополучному німецькому селі зовні все тихо та добропристойно. Але одного разу в цьому «ведмедячому кутку» починають відбуватися зловісні, таємничі події, на зразок насильства, що вчинені невідомими над розумово відсталим хлопчиком. Підозра падає на дітей місцевого пастора зі суворими правилами, які з дитинства носять білі пов'язки «як символ чистоти й невинності, а в душі у них зрештою на знак протесту проростають брехня, зло, тяга до насильства».
Молодий сільський учитель намагається розібратися в усьому цьому, але майже у кожного з жителів села є свої темні таємниці, і ніхто не хоче, щоб вони виплили назовні. Майже у кожного персонажа дві сторони — одна зовнішня, звична та «добропристойна», а інша внутрішня, обтяжена якою-небудь таємницею або непристойною дією.
Сюжет фільму залишається недомовленим і закінчується з початком Першої світової війни, причому імена злочинців залишаються нерозкритими.

## У ролях

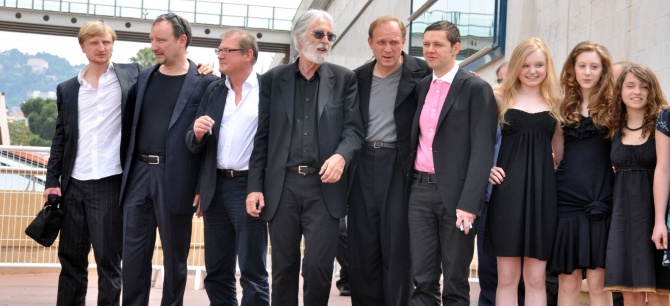
Актори та знімальна група фільму під час його прем'єри на Каннському кінофестивалі у 2009 році

| • Крістіан Фрідель      | … | шкільний учитель          |
| • Бургхарт Клаусснер    | … | пастор                    |
| • Леоні Бенеш           | … | Єва                       |
| • Ульріх Тукур          | … | барон                     |
| • Урсіна Ларді          | … | баронеса                  |
| • Фіон Мутерт           | … | Зіґі                      |
| • Міхаель Кранц         | … | домашній учитель          |
| • Штеффі Кюнерт         | … | дружина пастора           |
| • Марія-Вікторія Драгус | … | Клара                     |
| • Леонард Проксауф      | … | Мартін                    |
| • Левін Геннінг         | … | Адольф                    |
| • Йоганна Буссе         | … | Маргарете                 |
| • Тібо Сер'є            | … | Густав                    |
| • Йозеф Бірбіхлер       | … | керуючий маєтком          |
| • Габріела Марія Шмайде | … | дружина керуючого маєтком |
| • Яніна Фауц            | … | Ерна                      |
| • Енно Требс            | … | Георг                     |
| • Тео Требс             | … | Фердинанд                 |
| • Райнер Бок            | … | лікар                     |
| • Сюзанна Лотар         | … | акушерка                  |
| • Едді Граль            | … | Карлі                     |
| • Бранко Самаровські    | … | фермер                    |
| • Клаус Манхен          | … | фермер (озвучування)      |
| • Бірґіт Мініхмайр      | … | Фріда                     |
| • Себастьян Гюльк       | … | Макс                      |
| • Кай-Петер Маліна      | … | Карл                      |
| • Крістіна Кнеппек      | … | Ельза                     |
| • Стефані Амарелль      | … | Софі                      |
| • Аарон Денкель         | … | Курті                     |
| • Детлев Бук            | … | батько Єви                |
| • Анне-Катрін Гумміх    | … | мати Єви                  |

## Знімальна група
- Автор сценарію — Міхаель Ганеке
- Режисер-постановник — Міхаель Ганеке
- Продюсери — Штефан Арндт, Файт Гайдушка, Маргарет Менегос, Андреа Оккіпінті, Міхаель Кац
- Виконавчий продюсер — Міхаель Кац
- Асоційований продюсер — Стефано Массензі
- Лінійний продюсер — Уллі Нойманн
- Оператор — Крістіан Бергер
- Монтаж — Моніка Віллі
- Художник-постановник — Крістоф Кантер
- Художник по костюмах — Мойдел Бікел
- Художник-декоратор — Гейке Вольф
- Артдиректор — Аня Мюллер

## Загальні відомості
Світова прем'єра фільму відбулася 21 травня 2009 року на 62-му Каннському фестивалі, де він удостоївся головного призу, Призу ФІПРЕССІ та Призу екуменічного журі та отримав позитивні відгуки кінопреси. Наприкінці року стрічка отримала низку нагород: Європейський кіноприз за найкращий фільм і режисуру, «Золотий глобус» за найкращий фільм іноземною мовою та багато інших. Підбиваючи підсумки першого десятиліття 21-го століття, світові аналітики включили «Білу стрічку» до списку найкращих фільмів 2000-х.

## Аналіз
Структурно й тематично «Біла стрічка» нагадує попередній фільм Міхаеля Ганеке, «Приховане», але замість приватного життя одного сімейства в об'єктив режисера цього разу потрапляє цілий народ. Ганеке знову малює систему тотального домінування над особою і приходить до невтішних висновків про циклічність насильства в людському суспільстві. Холодний монохром кінематографії нагадує фотографії Августа Зандера. Білі пов'язки набувають додаткового символічного навантаження як попередники нацистських нарукавних пов'язок і жовтої зірки єврейських гетто. Як і в «Прихованому», відкритий фінал імітує вічну незавершеність життя.
Режисер продовжує тему насильства у глобальнішому плані на прикладі світової історії. Сюжет розвивається поступово і ставить риторичні питання. Головною проблемою стає зародження жорстокості серед юного покоління, натякаючи на становлення згодом фашистської диктатури.
Картина зібрала надзвичайно полярні оцінки світової кінопреси, критики хвалили її за сильну операторську і режисерську роботу, продумані діалоги, але водночас звинувачували в монотонності та недомовленості:
- Дж. Гоберман у Village Voice, відмічаючи повторне використання Ганеке прийому нарративної недомовленості, назвав «Білу стрічку» найкращим фільмом Ганеке — «чимось ніби тріумфально втіленою Meisterwerk»: його кінематографічна манера така ж строга, як і те репресивне суспільство, яке знаходиться під його мікроскопом[11].
- А. О. Скотт з The New York Times оцінив фільм негативно, уподібнивши режисера тому пасторові, який у фільмі символізує сліпоту й лицемірство: Ганеке нав'язує свої ідеї про природу фашизму глядачам-мазохістам у карально-педагогічних цілях. При цьому осереддям світового зла у Ганеке в черговий раз опиняються діти[12].

## Нагороди та номінації
Загалом фільм здобув 66 фестивальних та професійних кінонагород та понад 30 номінацій.
| Рік  | Кінофестиваль/кінопремія                          | Категорія/нагорода                                 | Номінант                            | Результат |
| ---- | ------------------------------------------------- | -------------------------------------------------- | ----------------------------------- | --------- |
| 2009 | Каннський міжнародний кінофестиваль               | Золота пальмова гілка                              | Біла стрічка                        | Перемога  |
| 2009 | Каннський міжнародний кінофестиваль               | Приз ФІПРЕССІ                                      | Біла стрічка                        | Перемога  |
| 2009 | Каннський міжнародний кінофестиваль               | Приз екуменічного журі                             | Біла стрічка                        | Перемога  |
| 2009 | Каннський міжнародний кінофестиваль               | Кіноприз Французької національної системи освіти   | Біла стрічка                        | Перемога  |
| 2009 | Міжнародний кінофестиваль у Сан-Себастьяні        | Приз ФІПРЕССІ — Фільм року                         | Біла стрічка                        | Перемога  |
| 2009 | Премія Європейської кіноакадемії                  | Найкращий європейський фільм                       | Біла стрічка                        | Перемога  |
| 2009 | Премія Європейської кіноакадемії                  | Найкращий європейський режисер                     | Міхаель Ганеке                      | Перемога  |
| 2009 | Премія Європейської кіноакадемії                  | Найкращий сценарист                                | Міхаель Ганеке                      | Перемога  |
| 2009 | Премія Європейської кіноакадемії                  | Премія Карло ді Пальми найкращому операторові      | Крістіан Бергер                     | Номінація |
| 2009 | Національна рада кінокритиків США                 | ТОП-5 іноземних фільмів                            | Біла стрічка                        | Перемога  |
| 2009 | Спільнота кінокритиків Нью-Йорка                  | Найкращий оператор                                 | Крістіан Бергер                     | Перемога  |
| 2009 | Асоціація кінокритиків Лос-Анджелеса              | Найкращий іноземний фільм                          | Біла стрічка                        | 2-е місце |
| 2009 | Асоціація кінокритиків Лос-Анджелеса              | Найкращий режисер                                  | Міхаель Ганеке                      | 2-е місце |
| 2009 | Асоціація кінокритиків Лос-Анджелеса              | Найкращий оператор                                 | Крістіан Бергер                     | Перемога  |
| 2010 | Асоціація кінокритиків Чикаго                     | Найкращий фільм іноземною мовою                    | Біла стрічка                        | Перемога  |
| 2009 | Асоціація кінокритиків Торонто                    | Найкращий фільм іноземною мовою                    | Біла стрічка                        | Перемога  |
| 2010 | Премія «Оскар»                                    | Найкращий фільм іноземною мовою                    | Біла стрічка                        | Номінація |
| 2010 | Премія «Золотий глобус»                           | Найкращий фільм іноземною мовою                    | Біла стрічка                        | Перемога  |
| 2010 | Премія BAFTA                                      | Найкращий фільм не англійською мовою               | Біла стрічка                        | Номінація |
| 2010 | Німецька кінопремія                               | Видатний художній фільм                            | Біла стрічка                        | Перемога  |
| 2010 | Німецька кінопремія                               | Найкраща режисерська робота                        | Міхаель Ганеке                      | Перемога  |
| 2010 | Німецька кінопремія                               | Найкраща гра актора в головній ролі                | Бургхарт Клаусснер                  | Перемога  |
| 2010 | Німецька кінопремія                               | Найкраща гра акторки у головній ролі               | Сюзанна Лотар                       | Номінація |
| 2010 | Німецька кінопремія                               | Найкраща гра актора у ролі другого плану           | Райнер Бок                          | Номінація |
| 2010 | Німецька кінопремія                               | Найкраща гра акторки у ролі другого плану          | Марія-Вікторія Драгус               | Перемога  |
| 2010 | Німецька кінопремія                               | Найкращий сценарій                                 | Міхаель Ганеке                      | Перемога  |
| 2010 | Німецька кінопремія                               | Найкращий оператор                                 | Крістіан Бергер                     | Перемога  |
| 2010 | Німецька кінопремія                               | Найкращий художник-постановник                     | Крістоф Кантер                      | Перемога  |
| 2010 | Німецька кінопремія                               | Найкращий дизайн костюмів                          | Мойдел Бікел                        | Перемога  |
| 2010 | Німецька кінопремія                               | Найкращий монтаж                                   | Моніка Віллі                        | Номінація |
| 2010 | Німецька кінопремія                               | Найкращий звук                                     | Гійом Ск'ямма, Жан-Пєр Лафорс       | Номінація |
| 2010 | Німецька кінопремія                               | Найкращий грим                                     | Вальдемар Покромський, Анетт Кейзер | Номінація |
| 2010 | Премія Сезар                                      | Найкращий фільм іноземною мовою                    | Біла стрічка                        | Номінація |
| 2010 | Премія Давид ді Донателло                         | Найкращий європейський фільм                       | Біла стрічка                        | Номінація |
| 2010 | Премія «Аманда»                                   | Найкращий фільм іноземною мовою                    | Біла стрічка                        | Перемога  |
| 2010 | Синдикат французьких кінокритиків                 | Приз за найкращий іноземний фільм                  | Біла стрічка                        | Перемога  |
| 2010 | Національна спілка кінокритиків США               | Найкращий оператор                                 | Крістіан Бергер                     | Перемога  |
| 2010 | Американська спілка кінооператорів                | Видатні досягнення в кінематографії                | Крістіан Бергер                     | Перемога  |
| 2010 | Премія «Хлотрудіс»                                | Найкращий фільм                                    | Біла стрічка                        | Номінація |
| 2010 | Премія «Хлотрудіс»                                | Найкращий режисер                                  | Міхаель Ганеке                      | Номінація |
| 2010 | Премія «Хлотрудіс»                                | Найкращий оператор                                 | Крістіан Бергер                     | Перемога  |
| 2010 | Премія «Хлотрудіс»                                | Найкраща гра акторського ансамблю                  | Біла стрічка                        | Номінація |
| 2010 | Асоціація німецьких кінокритиків                  | Найкращий фільм                                    | Біла стрічка                        | Перемога  |
| 2010 | Асоціація німецьких кінокритиків                  | Найкращий актор                                    | Бургхарт Клаусснер                  | Перемога  |
| 2010 | Асоціація німецьких кінокритиків                  | Найкращий сценарій                                 | Міхаель Ганеке                      | Перемога  |
| 2010 | Асоціація німецьких кінокритиків                  | Найкращий оператор                                 | Крістіан Бергер                     | Перемога  |
| 2010 | Гільдія німецького артхаусного кіно               | Найкращий німецький фільм                          | Біла стрічка                        | Перемога  |
| 2010 | Міжнародна спілка сінефілів                       | Найкращий фільм                                    | Біла стрічка                        | 2-е місце |
| 2010 | Міжнародна спілка сінефілів                       | Найкращий фільм не англійською мовою               | Біла стрічка                        | Перемога  |
| 2010 | Міжнародна спілка сінефілів                       | Найкращий режисер                                  | Міхаель Ганеке                      | 2-е місце |
| 2010 | Міжнародна спілка сінефілів                       | Найкращий оригінальний сценарій                    | Міхаель Ганеке                      | Номінація |
| 2010 | Міжнародна спілка сінефілів                       | Найкращий оператор                                 | Крістіан Бергер                     | 2-е місце |
| 2010 | Міжнародна спілка сінефілів                       | Найкращий акторський ансамбль                      | Біла стрічка                        | 2-е місце |
| 2010 | Італійський національний синдикат кіножурналістів | Срібна стрічка найкращому європейському режисерові | Міхаель Ганеке                      | Номінація |
| 2010 | Асоціація онлайн кіно та телебачення              | Найкращий фільм іноземною мовою                    | Біла стрічка                        | Перемога  |
| 2010 | Асоціація онлайн кіно та телебачення              | Найкращий оператор                                 | Крістіан Бергер                     | Перемога  |
| 2010 | Російська гільдія кінокритиків                    | Білий слон за найкращий іноземний фільм            | Біла стрічка                        | Перемога  |
| 2011 | Премія «Боділ»                                    | Найкращий не американський фільм                   | Біла стрічка                        | Перемога  |
| 2011 | Коло кінокритиків Австралії                       | Найкращий фільм іноземною мовою                    | Біла стрічка                        | Перемога  |
| 2011 | Премія «Гауді»                                    | Найкращий європейський фільм                       | Біла стрічка                        | Перемога  |
| 2011 | Премія Гопо                                       | Найкращий європейський фільм                       | Біла стрічка                        | Перемога  |
| 2011 | Премія «Гойя»                                     | Найкращий європейський фільм                       | Біла стрічка                        | Номінація |